# کریستف ایمر
کریستف ایمر (انگلیسی: Christoph Eimer; ۱۲ مارس ۱۹۷۷ – ) بازیکن هاکی روی چمن اهل آلمان بود.